# Loseyita
La loseyita és un mineral de la classe dels carbonats. Rep el seu nom en honor del miner i col·leccionista de minerals estatunidenc Samuel R. Losey (1830-1904).

## Característiques
La loseyita és un carbonat de fórmula química Mn2+
4Zn₃(CO₃)₂(OH)10. Cristal·litza en el sistema monoclínic. Els cristalls tenen forma de llistó, allargats al llarg de [010], de fins a 0.5 mm; agrupats en feixos irradiants i en aregats subparal·lels. La seva duresa a l'escala de Mohs és 3.
Segons la classificació de Nickel-Strunz, la loseyita pertany a «05.BA: Carbonats amb anions addicionals, sense H₂O, amb Cu, Co, Ni, Zn, Mg, Mn» juntament amb els següents minerals: atzurita, georgeïta, glaucosferita, kolwezita, malaquita, mcguinnessita, nul·laginita, pokrovskita, rosasita, zincrosasita, txukanovita, auricalcita, hidrozincita, holdawayita, defernita i sclarita.

## Formació i jaciments
La loseyita és un mineral molt rar que apareix en petits filó en menes massives de mineral en un dipòsit metamorfosat estratiforme de minerals de zinc. Va ser descoberta a la mina Franklin, al comtat de Sussex (Nova Jersey, Estats Units). No se sap amb certesa si els espècimens que s'han trobat als següents indrets d'Àustria són loseyita: Vomper Loch i la vall Lafatsch (Tirol); la mina Max, a Kreuth (Caríntia).
Sol trobar-se associada amb els següents minerals: pirocroïta, sussexita, clorofenicita i calcita.